# Newington (Nuevo Hampshire)
Newington es un pueblo ubicado en el condado de Rockingham en el estado estadounidense de Nuevo Hampshire. En el Censo de 2010 tenía una población de 753 habitantes y una densidad poblacional de 23,34 personas por km².

## Geografía
Newington se encuentra ubicado en las coordenadas 43°5′16″N 70°49′28″O / 43.08778, -70.82444. Según la Oficina del Censo de los Estados Unidos, Newington tiene una superficie total de 32.26 km², de la cual 21.21 km² corresponden a tierra firme y (34.25%) 11.05 km² es agua.

## Demografía
Según el censo de 2010, había 753 personas residiendo en Newington. La densidad de población era de 23,34 hab./km². De los 753 habitantes, Newington estaba compuesto por el 96.28% blancos, el 0.53% eran afroamericanos, el 0.13% eran amerindios, el 1.33% eran asiáticos, el 0% eran isleños del Pacífico, el 0.53% eran de otras razas y el 1.2% pertenecían a dos o más razas. Del total de la población el 1.06% eran hispanos o latinos de cualquier raza.